# Beker van België (zaalvoetbal)
De Beker van België is een bekercompetitie in het Belgische zaalvoetbal, die naast de reguliere competities wordt georganiseerd. De inrichtende macht is de BZVB.

## Historiek
In 1991 startte de Koninklijke Belgische Voetbalbond (KBVB), hiertoe verplicht door de UEFA, met een eigen zaalvoetbalcompetitie. Hierdoor verlieten circa 25.000 leden (1200 clubs)  de Belgische Zaalvoetbalbond (BZVB) en gingen onder de vleugels van de KBVB verder.
De titels vanaf 1992 zijn bijgevolg enkel erkend door de BZVB, de KBVB heeft een eigen bekerkampioenschap.

## Erelijst

### Heren
- 1968/69 : MV C.B.R.T. Brugge
- 1969/70 : Carnot Center Brugge
- 1970/71 : MV Zolder
- 1971/72 : MV Wommelgemse
- 1972/73 : Minitrappers Maasmechelen
- 1973/74 : Minitrappers Maasmechelen
- 1974/75 : Sneltrappers Rekem
- 1975/76 : Minitrappers Maasmechelen
- 1976/77 : Joepie Oudergem
- 1977/78 : ZVC Breughelhof Hoboken
- 1978/79 : MVC Top Sports Duffel
- 1979/80 : ZVC Breughelhof Hoboken
- 1980/81 : MVK Hasselt
- 1981/82 : Rebels Boorsem
- 1982/83 : Alfa Genk
- 1983/84 : MVC Genkse Vleeshal
- 1984/85 : MFC Châtelet
- 1985/86 : ZVK Hasselt
- 1986/87 : ZVK Hasselt
- 1987/88 : ZVK Hasselt
- 1988/89 : ZVK Mortsel
- 1989/90 : ZVK Ford Genk
- 1990/91 : ZVK Ford Genk
- 1991/92 : ZVK Lier
- 1992/93 : JC Hornu
- 1993/94 : HECO Tongeren
- 1994/95 : Garenne Charleroi
- 1995/96 : AS Centre

- 1996/97 : FCS Sambreville
- 1997/98 : Junkie's Boussu/Hornu
- 1998/99 : RES HODE Sambreville
- 1999/00 : All. Ecaussinnes
- 2000/01 : MF Penarol Volvo
- 2001/02 : Erhan Verviers
- 2002/03 : Erhan Verviers
- 2003/04 : Oasis Bruxelles (een provinciale club)
- 2004/05 : GS Hoboken
- 2005/06 : Taverne Hannut
- 2006/07 : MF Namur
- 2007/08 : ISOLA Hoeselt
- 2008/09 : Magic Hensies
- 2009/10 : Amigo Schepdaal
- 2010/11 : Relemko Koersel
- 2011/12 : Sd Halen
- 2012/13 : Relemko Koersel
- 2013/14 : Selaklean Thulin
- 2014/15 : GS Hoboken
- 2015/16 : Brussels Anneessens 25[2]
- 2016/17 : Selaklean Thulin
- 2017/18 : Veidec ARB Hamme[3]
- 2018/19 : Futsal IP Hannut[4]
- 2019-20 : Niet toegekend wegens COVID-19
- 2020-21: Niet toegekend wegens COVID-19
- 2021/22 : Wemmel FC
- 2022/23 : CDJ Anderlecht

### Dames
- 1985/86 : Juventus Hasselt
- 1986/87 : City Club Ekeren
- 1987/88 : ZVK Hasselt
- 1988/89 : Temstar Temse
- 1989/90 : ZVK Kuurne
- 1990/91 : Beldan Hoboken
- 1991/92 : Beldan Hoboken
- 1992/93 : Juventus Hasselt
- 1993/94 : De Blende Hamme
- 1994/95 : DZVC A.O. Veldegem
- 1995/96 : DZVC Brugge
- 1996/97 : DZVC Oudenburg
- 1997/98 : United Hamme
- 1998/99 : Hawaai Koekelberg
- 1999/00 : Hawaai Koekelberg
- 2000/01 : DZVC Bellegem
- 2001/02 : Ladies Tervuren
- 2002/03 : MF Capanna (Lincent)
- 2003/04 : Boutique Toupie Herstal

- 2004/05 : Boutique Toupie Herstal
- 2005/06 : Boutique Toupie Herstal
- 2006/07 : Boutique Toupie Herstal
- 2007/08 : Madry Charleroi
- 2008/09 : Boutique Toupie Herstal
- 2009/10 : Madry Charleroi
- 2010/11 : Madry Charleroi
- 2011/12 : Pen. Volvo Kelmis
- 2012/13 : Madry Charleroi
- 2013/14 : O.L. Lincent
- 2014/15 : VOLVO La Calamine
- 2015/16 : O.L. Lincent
- 2016/17 : VOLVO La Calamine
- 2017/18 : VOLVO La Calamine
- 2018/19 : VOLVO La Calamine
- 2019/20 : Niet toegekend wegens COVID-19
- 2020/21 : Niet toegekend wegens COVID-19
- 2021/22 : ZVC Cruyff Leuven
- 2022/23 : ZVC SWAF Beernem